# Wilhelm Baldus (Politiker)
Wilhelm Baldus (* 15. Januar 1837 in  Bellingen; † 13. Januar 1892 in Langenhahn) war ein deutscher Vermessungsbeamter und Mitglied des Nassauischen Kommunallandtags für den Regierungsbezirk Wiesbaden.

## Leben
Wilhelm Baldus wurde als Sohn des Simon Baldus und dessen Ehefrau Anna Maria geboren und erlernte den Beruf des Geometers. 1862 wurde er als Konsolidationsgeometer verpflichtet und 1865 als Bezirksgeometer im Amt Marienberg und von 1875 an auch im Amt Hachenburg eingesetzt. 
Er betätigte sich politisch und kam 1881 für den Abgeordneten Heinrich Bierbrauer aus dem Oberwesterwaldkreis in den Nassauischen Kommunallandtag.
Diese Volksvertretung wurde 1866 nach der Annexion des Herzogtums Nassau durch Preußen  auf der Ebene des Regierungsbezirks Wiesbaden gebildet.
1885 wurde er durch Matthias Schürg vertreten. Baldus war Mitglied des Wegebau- und Eingabenausschusses und von 1886 bis 1888 stellvertretendes Landesausschussmitglied. 1889 legte er sein Mandat nieder. 
Von 1885 an war er als Kreislandmesser tätig und wurde 1888/1889 als Vermessungsbeamter der Generalkommission nach Dillenburg versetzt.